# Š’ Sing
Š’ Sing (čínsky pchin-jinem Shí Xīng, znaky tradiční 石星; † 1599) byl politik a úředník působící v čínské říši Ming za vlády císaře Wan-liho.

## Jméno
Š’ Sing používal zdvořilostní jméno Kung-čchen (čínsky pchin-jinem Gǒngchén, znaky 拱辰) a literární pseudonym Tung-čchüan (čínsky pchin-jinem Dōngquán, znaky tradiční 东泉).

## Život
Š’ Sing pocházel z okresu Tung-ming v Č’-li (od 60. let 20. století v nejzápadnější části provincie Šan-tung). Studoval konfucianismus, přihlásil se k úřednickým zkouškám a roku 1559 složil i jejich nejvyšší stupeň, palácové zkoušky a získal titul ťin-š’. Po zkouškách nastoupil do státní služby, a sice její kontrolní větvi, úřadech dohledu nad ministerstvy.
Začátkem roku 1568, jako tajemník úřadu dohledu nad ministerstvem státní správy, podal císaři Lung-čchingovi memorandum, v němž mu ostře vytknul jeho chování, s tím, že už po roce od nástupu vlády místo studia konfuciánství a odpovídání na podněty úředníků důvěřuje spíše svým eunuchům, na kritiku reaguje hněvem a věnuje nepřiměřeně mnoho pozornosti radovánkám: hudbě, vínu, ženám a lampiónům. Císař Š’ Singa nechal potrestat 60 ranami holí a vyloučením z úřednického stavu. Roku 1573, po smrti Lung-čchinga a nástupu nového císaře Wan-liho, byl rehabilitován a vrátil se na úřad dohledu. Později působil na Velkém odvolacím soudu a jako dvorský ministr císařských stájí. Roku 1587 povýšil na ministra prací, po třech letech se stal ministrem daní a roku 1591 ministrem vojenství. Jako ministr vojenství se podílel na organizaci a plánování vojenských kampaní, zejména tří velkých tažení éry Wan-li, a sice povstání v Ning-sia, války v Koreji s Japonskem a povstání Jang Jing-lunga.
Po odražení první japonské invaze (v letech 1592–1593) a zatlačení Japonců na jihozápadní pobřeží roku 1593 Š’ Sing navrhoval uzavření dohody s Japonskem. Podle návrhu by se Japonci stáhli z Koreje a faktický vládce Japonska Hidejoši Tojotomi by od mingského císaře Wan-liho obdržel titul krále (wang), avšak bez povolení k obchodu s Čínou (jako trest za agresi proti Koreji). Jako neformální vůdce „mírové strany“ v Pekingu byl poté, co Hidejoši odmítl souhlasit s návrhem dohody, na jaře 1597 odvolán z funkce a uvězněn, a na podzim téhož roku odsouzen k smrti. Zemřel ve vězení roku 1599.